# Carlo Guadagni
Carlo Pasquale Augusto Guadagni (Santeramo in Colle, 27 aprile 1878 – Piave, 15 giugno 1918) è stato un militare italiano insignito della medaglia d'oro al valor militare alla memoria nel corso della prima guerra mondiale.

## Biografia
Nacque a Santeramo in Colle, provincia di Bari,  il 27 aprile 1878, figlio di Gaetano e di Carlotta Bellelli. Dopo aver conseguito nel 1898 la licenza liceale, entrò alla Regia Accademia Militare di Fanteria e Cavalleria di Modena da cui uscì nel settembre 1900 con la nomina a sottotenente dell'arma di fanteria in servizio nell'11º Reggimento fanteria "Casale". Divenuto tenente nel 1903, passò, alla fine del 1909, al 40º Reggimento fanteria della brigata Bologna con il quale, il 5 ottobre 1911, si imbarcò a Napoli per la Tripolitania, partecipando alla guerra italo-turca e a Misurata, nel luglio 1912, fu decorato di medaglia di bronzo al valor militare.
Rientrato in Italia nell’ottobre dello stesso anno venne promosso capitano nel giugno 1913, e fu trasferito al 39º Reggimento fanteria della stessa brigata Bologna. Due anni dopo, all'atto dell'inizio delle ostilità con l'Impero austro-ungarico, il 24 maggio 1915 varcò il confine partecipando alla prima battaglia dell'Isonzo, nel tratto di fronte Redipuglia–Fogliano e nei combattimenti per la conquista del "trincerone" a quota 92 di Castelnuovo, dal 19 al 26 luglio, fu insignito della medaglia d'argento al valor militare. Nel giugno 1916 fu trasferito al 47º Reggimento fanteria "Ferrara", operante sul fronte Carsico tenuto dalla 3ª Armata.
Promosso maggiore nel gennaio 1917, fu assegnato al 218º Reggimento fanteria della brigata Volturno e poi, nel novembre dello stesso anno, dopo il ripiegamento sulla linea del Piave, venne destinato al 243º Reggimento fanteria "Cosenza", dove assunse il comando del I Battaglione. Il mattino del 15 giugno 1918, iniziata la battaglia del solstizio, dalla posizione di attesa di case Ninni venne inviato a sostenere le fanterie della brigata impegnate nei combattimenti nel tratto di fronte davanti a Sant'Andrea di Barbarana.
Attaccato da preponderanti forze avversarie, che erano riuscite a trasferirsi sulla riva destra del Piave, senza porre indugio impegnò combattimento con il nemico costringendolo a ritirarsi. Poco tempo dopo, attaccato nuovamente da maggiori forze avversarie oppose una disperata resistenza. Asserragliatosi con i pochi superstiti nel caposaldo della posizione, si difese arditamente con il lancio di bombe a mano, cadendo successivamente colpito a morte al petto da una scarica di fucileria.
Promosso postumo tenente colonnello, con Regio Decreto del 23 ottobre 1921 gli venne conferita la medaglia d'oro al valor militare alla memoria. A lui è intitolata la caserma di Piazza Balenzano di Bari.